# Rhino Corner
Der Rhino Corner ist eine Felsformation auf der westantarktischen James-Ross-Insel. Sie ragt am Ende der Rhino Cliffs auf.
Das UK Antarctic Place-Names Committee benannte sie 2006 nach zwei prominenten Felsvorsprüngen in der Formation, die aus südlicher Blickrichtung an die Hörner eines Rhinozeros erinnern.